# Xyris tasmanica
Xyris tasmanica är en gräsväxtart som först beskrevs av Dennis Ivor Morris, och fick sitt nu gällande namn av Doust och B.J.Conn. Xyris tasmanica ingår i släktet Xyris och familjen Xyridaceae.
Artens utbredningsområde är Tasmanien. Inga underarter finns listade i Catalogue of Life.